# Bcl-2ファミリー
Bcl-2ファミリー（Bcl-2 family、TC# 1.A.21）は、Bcl-2相同ドメイン（BHドメイン）を持つ、進化的に保存された多くのタンパク質から構成されるタンパク質ファミリーである。Bcl-2ファミリーは、ミトコンドリアにおける、プログラム細胞死の一形態であるアポトーシスを調節する役割が最もよく知られている。Bcl-2ファミリーのタンパク質はアポトーシスの促進もしくは阻害を行う因子から構成され、アポトーシスの内因性経路（intrinsic pathway）の重要な段階である、ミトコンドリア外膜透過性（MOMP）の制御によってアポトーシスを制御する。2008年の段階で、25種類のBcl-2ファミリーの遺伝子が同定されている。

## 構造

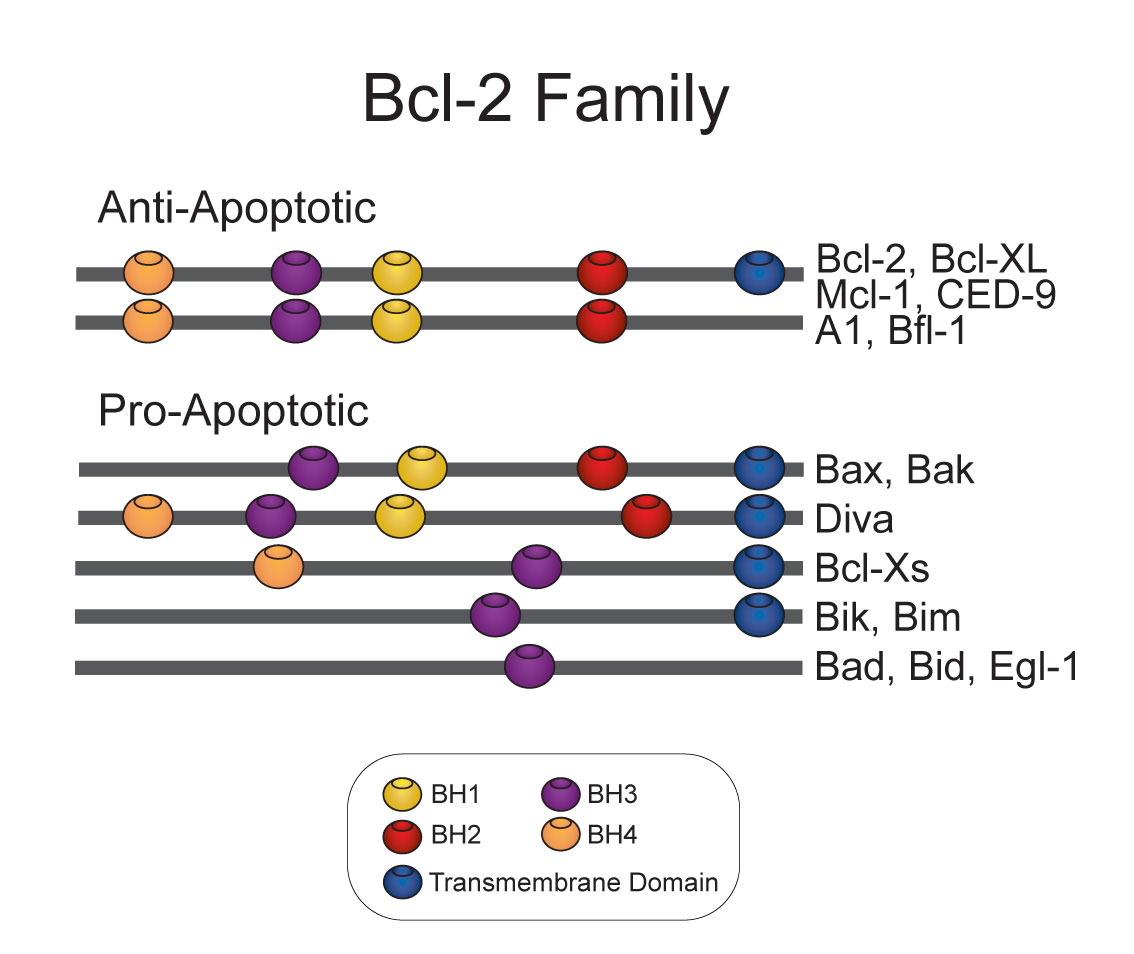
Bcl-2ファミリーのドメイン構造

Bcl-2ファミリーのタンパク質には、疎水性のαヘリックスが両親媒性αヘリックスで囲まれた一般的構造が存在する。メンバーの一部にはC末端に膜貫通ドメインが存在し、主にミトコンドリア局在化機能を果たす。
Bcl-xLは233アミノ酸残基からなるタンパク質で、膜貫通αヘリックスと推定される非常に疎水的な領域（210–226番残基）が存在する。Bcl-xLのホモログにはBaxやBakがあり、これらもアポトーシスに影響を与える。ヒトBcl-xLの単量体可溶型構造がX線結晶構造解析とNMRによって高分解能で決定されている。中心的な2つの疎水性αヘリックスが両親媒性ヘリックスで囲まれた構造をしており、αヘリックスの配置はジフテリア毒素やコリシンのものと類似している。ジフテリア毒素は膜を貫通するポアを形成し、毒性を持つ触媒ドメインを細胞質へ移行させる。コリシンも同様に脂質二重層にポアを形成する。この構造的相同性は、BH1ドメインとBH2ドメインを持つBcl-2ファミリーのメンバー（Bcl-xL、Bcl-2、Bax）が同じように機能することを示唆している。

### ドメイン
Bcl-2ファミリーのメンバーは、BHドメインと呼ばれる4つの特徴的なドメイン（BH1、BH2、BH3、BH4）を1つ以上持つ。BHドメインはそのタンパク質の機能に重要であることが知られており、これらのドメインの欠失は細胞の生存とアポトーシスの割合に影響を与える。Bcl-2やBcl-xLなどの抗アポトーシス性Bcl-2タンパク質は、4つのBHドメイン全てが保存されている。BHドメインは、アポトーシス促進性のBcl-2タンパク質を複数のBHドメインを持つもの（BaxやBakなど）とBH3ドメインのみを持つもの（Bim、Bid、Badなど）へ分類する際にも利用される。
Bcl-2ファミリーに属する全てのタンパク質は、BH1、BH2、BH3、BH4ドメインのいずれかを持っている。全ての抗アポトーシス性タンパク質はBH1、BH2ドメインを持ち、その一部（Bcl-2、Bcl-xL、Bcl-w）はさらにN末端にBH4ドメインを持つ。BH4ドメインは、Bcl-xS、Diva、Bok-L、Bok-Sなど一部のアポトーシス促進タンパク質にも存在する。一方、全てのアポトーシス促進性タンパク質にはBH3ドメインが存在し、このドメインは他のBcl-2ファミリーとの二量体化に必要であり、細胞死活性に重要である。アポトーシス促進性タンパク質の一部（Bax、Bak）はBH1、BH2ドメインも持っている。BH3ドメインは一部の抗アポトーシス性タンパク質（Bcl-2，Bcl-xL）にも存在する。BH1、BH2、BH3ドメインは空間的に近接して長い溝を形成し、この溝は他のBcl-2ファミリーのメンバーの結合部位となっている可能性がある。

## 機能

アポトーシスに関与するシグナル伝達経路の概要

アポトーシスは成長因子の除去や毒素などによって誘導される。その過程は調節因子によって制御されており、それらはプログラム細胞死に対して阻害効果を示すか、もしくはこうした阻害因子の保護効果を遮断する。多くのウイルスは、標的細胞がすぐに死滅することを防ぐ抗アポトーシス遺伝子を自身でコードすることで、アポトーシスによる防御に対抗する手段を獲得している。
Bcl-xは哺乳類細胞のプログラム細胞死における支配的な調節因子である。長いアイソフォームであるBcl-xLは細胞死抑制活性を示すが、短いアイソフォームであるBcl-xSとβアイソフォーム（Bcl-xβ）は細胞死を促進する。Bcl-xL、Bcl-xS、Bcl-xβはいずれも選択的スプライシングに由来するアイソフォームである。
Bcl-2ファミリーがどのようにアポトーシス促進または抗アポトーシス作用を発揮しているかに関しては、多くの仮説が存在する。重要な仮説の1つでは、ミトコンドリアマトリックスのCa2+、pH、電位の調節に関与するミトコンドリア膜透過性遷移孔の活性化または不活性化によって行われているとされる。また、Bcl-2ファミリーのタンパク質はシトクロムcの細胞質基質への放出を誘導したり阻害したりするとも考えられている。放出されたシトクロムcはカスパーゼ-9とカスパーゼ-3を活性化し、アポトーシスを引き起こす。シトクロムcの放出はミトコンドリア内膜の透過性遷移孔によって間接的に媒介されていることも示唆されているが、外膜のミトコンドリアアポトーシス誘導性チャネル（MAC）の早期の関与を示唆する強い証拠が得られている。
他の仮説では、Rhoタンパク質がBcl-2、Mcl-1、Bidの活性化に関与していることが示唆されている。Rhoの阻害は抗アポトーシス性のBcl-2とMcl-1の発現を低下させ、アポトーシス促進性のBidのタンパク質レベルを増加させるが、BaxやFLIPのレベルには影響を与えない。ヒトの培養内皮細胞において、Rhoの阻害はカスパーゼ-9とカスパーゼ-3に依存的なアポトーシスを誘導する。

### 作用部位
これらのタンパク質は動物細胞ではミトコンドリア外膜に局在しており、そこで電位依存性アニオンチャネル（VDAC）と複合体を形成していると考えられている。Bcl-2とVDAC1やVDAC3由来ペプチドとの相互作用は、シトクロムcの放出を阻害することで細胞死から保護する。脂質二重層で再構成された精製VDACとBcl-2との直接的な相互作用は実証されており、Bcl-2がチャネルの伝導性を低下させることが示されている。
ミトコンドリア内にはアポトーシス誘導因子（シトクロムc、Smac/Diablo、Omi）が存在しており、これらが放出された場合にはアポトーシスの実行因子であるカスパーゼが活性化される。Bcl-2ファミリーのタンパク質は活性化されると、各々の機能に応じて、これらの因子の放出を促進したり、ミトコンドリア内に隔離したりする。アポトーシス促進性のBakやBaxは活性化されるとMACを形成してシトクロムcの放出を媒介し、抗アポトーシス性のBcl-2はおそらくBaxやBakの阻害によってこの過程を遮断すると考えられている。
Bcl-2ファミリーのタンパク質は核膜にも存在し、また体内の多くの組織に広く分布している。これらは人工脂質二重層中でオリゴマーのポアを形成することが記載されているが、このポア形成の生理的重要性は明らかではない。これらのタンパク質には、ある程度のイオン選択性など、それぞれ異なる性質が存在する。

## BH3-onlyファミリー
Bcl-2ファミリーのタンパク質の一部は、1つのBH3ドメインのみを持つ。こうしたBH3-onlyファミリーのメンバーはアポトーシスの促進に重要な役割を果たす。BH3-onlyファミリーのメンバーには、Bim、Bid、Badなどがある。さまざまなアポトーシス刺激が特定のBH3-onlyファミリーのメンバーの発現を誘導したり活性化したりし、これらはミトコンドリアへ移行してBax/Bak依存的なアポトーシスを開始する。